# Kirill Alexandrowitsch Kolesnitschenko
Kirill Alexandrowitsch Kolesnitschenko (russisch Кирилл Александрович Колесниченко; * 31. Januar 2000 in Kamyschin) ist ein russischer Fußballspieler.

## Karriere

### Verein
Kolesnitschenko begann seine Karriere bei Tschertanowo Moskau. Im Mai 2016 kam er erstmals für die erste Mannschaft von Tschertanowo in der Perwenstwo PFL zum Einsatz. In der Saison 2016/17 spielte er ausschließlich in der Jugend des Vereins. In der Saison 2017/18 absolvierte er bis zur Winterpause zehn Drittligaspiele für die Moskauer. Im Januar 2018 wechselte er leihweise zum Erstligisten FK SKA-Chabarowsk. Für SKA-Chabarowsk debütierte er im März 2018 gegen Ural Jekaterinburg in der Premjer-Liga. Dies blieb während der Leihe sein einziger Einsatz, mit dem Klub stieg er zu Saisonende aus der Premjer-Liga ab.
Zur Saison 2018/19 kehrte er zu Tschertanowo zurück, das in seiner Abwesenheit in die Perwenstwo FNL aufgestiegen war. In seiner ersten Zweitligaspielzeit kam der Angreifer zu 30 Einsätzen, in denen er sechs Tore erzielte. Die Hinrunde der Saison 2019/20 verpasste er verletzt. Im März 2020 wechselte er nach Kasachstan zum Erstligisten FK Qairat Almaty. Für Qairat kam er allerdings nie zum Einsatz. Im September 2020 kehrte Kolesnitschenko leihweise nach Russland zurück und wechselte zu Rotor Wolgograd. Für Rotor kam er bis zur Winterpause zweimal in der Premjer-Liga zum Einsatz.
Im Januar 2021 wurde Kolesnitschenko innerhalb der Leihe an den Zweitligisten SKA-Chabarowsk weiterverliehen, für den er bereits drei Jahre zuvor gespielt hatte. In Chabarowsk kam er bis Saisonende zu 15 Zweitligaeinsätzen, in denen er ohne Torerfolg blieb. Zur Saison 2021/22 kehrte er nicht mehr nach Almaty zurück, sondern blieb in Russland und schloss sich dem Erstligisten Ural Jekaterinburg an. Für Ural absolvierte er 18 Partien in der Premjer-Liga, ehe sein Vertrag im August 2022 aufgelöst wurde.

### Nationalmannschaft
Kolesnitschenko spielte zwischen 2015 und 2019 für russische Jugendnationalauswahlen und kam insgesamt zu 39 Einsätzen.